# Uhorská Ves
Uhorská Ves é um município da Eslováquia, situado no distrito de Liptovský Mikuláš, na região de Žilina. Tem 4,45 km² de área e sua população em 2018 foi estimada em 500 habitantes.

## Demografia
| Ano:        | 1994 | 2004   | 2014   | 2024    |
| ----------- | ---- | ------ | ------ | ------- |
| Broj ljudi: | 437  | 433    | 471    | 573     |
| Razlika:    |      | -0,91% | +8,77% | +21,65% |

| Ano:               | 2023 | 2024   |
| ------------------ | ---- | ------ |
| Número de pessoas: | 576  | 573    |
| Diferença:         |      | -0,52% |